# Juan Bosch Marín

Juan Bosch Marín fue un pediatra español nacido en Carlet, la Ribera Alta provincia de Valencia en 1902 y fallecido en Madrid en 1995.
Entre otros cargos fue nombrado colaborador de UNICEF en 1958 llegando a ser miembro de su junta ejecutiva y experto de la OMS en 1961. Fue un impulsor de la pediatría social y de políticas sanitarias en España. 
Gracias a sus gestiones UNICEF promovió en España los primeros centros de atención especializada para niños prematuros en ocho ciudades españolas.

## Biografía y trayectoria profesional
Se licenció en Medicina por la Universidad de Valencia en 1926. Su formación pediátrica la inició en la Facultad de Medicina de la Universidad Central de Madrid, en la escuela pediátrica española y en 1932 fue nombrado por oposición  puericultor del estado. Desde ese momento desarrolló una intensa actividad en el ámbito de la Pediatría Social y de la política sanitaria en España. Desempeñó diferentes  cargos a lo largo de su carrera siendo  los más representativos los desempeñados en UNICEF, en la OMS y la presidencia de los pediatras españoles entre 1954 y 1958. Así mismo fue profesor en la Universidad Complutense de Madrid.
A través del cuerpo de Puericultores del Estado desarrolló  una red de vacunación en todo el país así como campañas de divulgación sanitaria muy necesarias en esa época. Así mismo consiguió que los niños menores de siete años recibieran atención hospitalaria por pediatras, no por médicos generalistas, en las instituciones de la recién creada Seguridad Social.

## Centros de Prematuros de UNICEF
Los Centros de Prematuros fueron los primeros centros de atención especializada para los niños prematuros en España. Se crearon entre 1954 y 1969 bajo el auspicio de UNICEF  y coordinados en España por  Juan Bosch Marín que era el director de UNICEF en España.
Se fundaron 9 centros de prematuros, en 8 ciudades, por este orden: Madrid, Bilbao,Valencia, Barcelona, Sevilla, Granada, San Sebastián, Santa Cruz de Tenerife y un segundo centro en Madrid. Fueron dirigidos por Puericultores del Estado especializados, contando con la colaboración del pediatra francés Dr. Marcel Lelong, consultor de la OMS. El parto prematuro representaba el 6% de todos los nacimientos y los Centros de Prematuros conseguían una supervivencia del 70% de estos niños, cumpliendo los objetivos para lo que fueron creados y también en cuanto a docencia. El trabajo de estos centros implicó la asistencia a niños prematuros y la formación de su personal, con un sistema de becas en la Escuela de Puericultura de París. Destaca no solo por la eficacia de estos centros en su doble faceta clínica y docente, sino también por ser un modelo pionero en su época.

## Congresos,  Publicaciones y Distinciones
En 1943 fundó la revista "Acta Pediátrica Española y en 1960 presidió el X congreso Nacional de Pediatría celebrado en Madrid .
Destacan sus libros publicados: "Profilaxis de las enfermedades infecciosas propias de la infancia" (1931), "Catecismo de puericultura" (1933), "Tratado de puericultura" (dos tomos, 1933), "Derecho infantil y familiar español" (1944), "Terapéutica clínica infantil" (1946), "Puericultura social" (1954).
Condecorado con la Orden Civil de Sanidad; Orden de  Isabel la Católica ;  Gran Cruz de Alfonso X el Sabio;  Medalla de Plata del Instituto Pasteur de París; Medalla de Oro de la Academia de Medicina de Francia;  Miembro de la Real Academia de Medicina (1952); Presidente de Honor de la Asociación Española de Pediatría.
En 1995 el profesor Cruz Hernandez, catedrático de Barcelona,  le dedicó un sentido  "in memoriam" .